# Сан Ђузепе (Бреша)
Сан Ђузепе је насеље у Италији у округу Бреша, региону Ломбардија.
Према процени из 2011. у насељу је живело 344 становника. Насеље се налази на надморској висини од 140 м.